# Костел Непорочного Зачаття Пресвятої Діви Марії (Кривче)
Костел Непорочного Зачаття Пресвятої Діви Марії в Кривчому — недіюча римсько-католицька церква в селі Кривчому Тернопільської области України. Пам'ятка архітектури місцевого значення.

## Відомості
- 1650 — збудовано костел з оборонної вежі Контськими.
- 1723 — освячений єпископом-ординарієм Кам'янець-Подільським Станіславом Гозієм.

У радянський період храм функціонував як складське приміщення. Нині — недіючий.